# 安哥拉國家足球隊
安哥拉國家足球隊是安哥拉男子足球國家代表隊，由安哥拉足球協會負責管轄。
一直以來安哥拉內戰頻生，安哥拉國家足球得不到良好发展，不論世界盃外圍賽及非洲國家盃都未能打出滿意的成績。直到90年代球隊實力開始有所提升，1996年得以首次參加非洲國家盃，但論球隊的成功是2006年世界盃足球賽。安哥拉於2002年停戰後首次參加世界盃外圍賽。小組賽一直與同組勁旅尼日利亞爭取出線。2005年10月8日安哥拉成功在最後一場1比0擊敗盧旺達，安哥拉因為對賽成績比尼日利亞較好因此可以首次出線世界盃。較為著名的球員有曾效力賓菲加的曼圖拉斯。
安哥拉的球衣贊助商是Puma。

## 世界盃成績
| 世界盃參賽紀錄 | 世界盃參賽紀錄     | 世界盃參賽紀錄     | 世界盃參賽紀錄     | 世界盃參賽紀錄     | 世界盃參賽紀錄     | 世界盃參賽紀錄     | 世界盃參賽紀錄     | 世界盃參賽紀錄     |
| 年份           | 最終成績           | 總排名             | 場數               | 勝                 | 和*                | 負                 | 入球               | 失球               |
| -------------- | ------------------ | ------------------ | ------------------ | ------------------ | ------------------ | ------------------ | ------------------ | ------------------ |
| 1930年         | 屬於葡萄牙的一部分 | 屬於葡萄牙的一部分 | 屬於葡萄牙的一部分 | 屬於葡萄牙的一部分 | 屬於葡萄牙的一部分 | 屬於葡萄牙的一部分 | 屬於葡萄牙的一部分 | 屬於葡萄牙的一部分 |
| 1934年         | 屬於葡萄牙的一部分 | 屬於葡萄牙的一部分 | 屬於葡萄牙的一部分 | 屬於葡萄牙的一部分 | 屬於葡萄牙的一部分 | 屬於葡萄牙的一部分 | 屬於葡萄牙的一部分 | 屬於葡萄牙的一部分 |
| 1938年         | 屬於葡萄牙的一部分 | 屬於葡萄牙的一部分 | 屬於葡萄牙的一部分 | 屬於葡萄牙的一部分 | 屬於葡萄牙的一部分 | 屬於葡萄牙的一部分 | 屬於葡萄牙的一部分 | 屬於葡萄牙的一部分 |
| 1950年         | 屬於葡萄牙的一部分 | 屬於葡萄牙的一部分 | 屬於葡萄牙的一部分 | 屬於葡萄牙的一部分 | 屬於葡萄牙的一部分 | 屬於葡萄牙的一部分 | 屬於葡萄牙的一部分 | 屬於葡萄牙的一部分 |
| 1954年         | 屬於葡萄牙的一部分 | 屬於葡萄牙的一部分 | 屬於葡萄牙的一部分 | 屬於葡萄牙的一部分 | 屬於葡萄牙的一部分 | 屬於葡萄牙的一部分 | 屬於葡萄牙的一部分 | 屬於葡萄牙的一部分 |
| 1958年         | 屬於葡萄牙的一部分 | 屬於葡萄牙的一部分 | 屬於葡萄牙的一部分 | 屬於葡萄牙的一部分 | 屬於葡萄牙的一部分 | 屬於葡萄牙的一部分 | 屬於葡萄牙的一部分 | 屬於葡萄牙的一部分 |
| 1962年         | 屬於葡萄牙的一部分 | 屬於葡萄牙的一部分 | 屬於葡萄牙的一部分 | 屬於葡萄牙的一部分 | 屬於葡萄牙的一部分 | 屬於葡萄牙的一部分 | 屬於葡萄牙的一部分 | 屬於葡萄牙的一部分 |
| 1966年         | 屬於葡萄牙的一部分 | 屬於葡萄牙的一部分 | 屬於葡萄牙的一部分 | 屬於葡萄牙的一部分 | 屬於葡萄牙的一部分 | 屬於葡萄牙的一部分 | 屬於葡萄牙的一部分 | 屬於葡萄牙的一部分 |
| 1970年         | 屬於葡萄牙的一部分 | 屬於葡萄牙的一部分 | 屬於葡萄牙的一部分 | 屬於葡萄牙的一部分 | 屬於葡萄牙的一部分 | 屬於葡萄牙的一部分 | 屬於葡萄牙的一部分 | 屬於葡萄牙的一部分 |
| 1974年         | 屬於葡萄牙的一部分 | 屬於葡萄牙的一部分 | 屬於葡萄牙的一部分 | 屬於葡萄牙的一部分 | 屬於葡萄牙的一部分 | 屬於葡萄牙的一部分 | 屬於葡萄牙的一部分 | 屬於葡萄牙的一部分 |
| 1978年         | 沒有參賽           | 沒有參賽           | 沒有參賽           | 沒有參賽           | 沒有參賽           | 沒有參賽           | 沒有參賽           | 沒有參賽           |
| 1982年         | 沒有參賽           | 沒有參賽           | 沒有參賽           | 沒有參賽           | 沒有參賽           | 沒有參賽           | 沒有參賽           | 沒有參賽           |
| 1986年         | 外圍賽出局         | 外圍賽出局         | 外圍賽出局         | 外圍賽出局         | 外圍賽出局         | 外圍賽出局         | 外圍賽出局         | 外圍賽出局         |
| 1990年         | 外圍賽出局         | 外圍賽出局         | 外圍賽出局         | 外圍賽出局         | 外圍賽出局         | 外圍賽出局         | 外圍賽出局         | 外圍賽出局         |
| 1994年         | 外圍賽出局         | 外圍賽出局         | 外圍賽出局         | 外圍賽出局         | 外圍賽出局         | 外圍賽出局         | 外圍賽出局         | 外圍賽出局         |
| 1998年         | 外圍賽出局         | 外圍賽出局         | 外圍賽出局         | 外圍賽出局         | 外圍賽出局         | 外圍賽出局         | 外圍賽出局         | 外圍賽出局         |
| 2002年         | 外圍賽出局         | 外圍賽出局         | 外圍賽出局         | 外圍賽出局         | 外圍賽出局         | 外圍賽出局         | 外圍賽出局         | 外圍賽出局         |
| 2006年         | 小組賽             | 23                 | 3                  | 0                  | 2                  | 1                  | 1                  | 2                  |
| 2010年         | 外圍賽出局         | 外圍賽出局         | 外圍賽出局         | 外圍賽出局         | 外圍賽出局         | 外圍賽出局         | 外圍賽出局         | 外圍賽出局         |
| 2014年         | 外圍賽出局         | 外圍賽出局         | 外圍賽出局         | 外圍賽出局         | 外圍賽出局         | 外圍賽出局         | 外圍賽出局         | 外圍賽出局         |
| 2018年         | 外圍賽出局         | 外圍賽出局         | 外圍賽出局         | 外圍賽出局         | 外圍賽出局         | 外圍賽出局         | 外圍賽出局         | 外圍賽出局         |
| 2022年         | 外圍賽出局         | 外圍賽出局         | 外圍賽出局         | 外圍賽出局         | 外圍賽出局         | 外圍賽出局         | 外圍賽出局         | 外圍賽出局         |
| 總結           | 小組賽             | 1/22               | 3                  | 0                  | 2                  | 1                  | 1                  | 2                  |

安哥拉2006年世界杯小组赛与葡萄牙、墨西哥和伊朗同分在D组，具体战绩为：
安哥拉 VS 葡萄牙 0：1
 安哥拉 VS 墨西哥 0：0
 安哥拉 VS 伊朗 1：1

## 非洲國家盃成績
| 非洲國家盃參賽紀錄 | 非洲國家盃參賽紀錄         | 非洲國家盃參賽紀錄         | 非洲國家盃參賽紀錄         | 非洲國家盃參賽紀錄         | 非洲國家盃參賽紀錄         | 非洲國家盃參賽紀錄         | 非洲國家盃參賽紀錄         | 非洲國家盃參賽紀錄         |
| 年份               | 最終成績                   | 總排名                     | 場數                       | 勝                         | 和*                        | 負                         | 入球                       | 失球                       |
| ------------------ | -------------------------- | -------------------------- | -------------------------- | -------------------------- | -------------------------- | -------------------------- | -------------------------- | -------------------------- |
| 1957年             | 屬於葡萄牙的一部分         | 屬於葡萄牙的一部分         | 屬於葡萄牙的一部分         | 屬於葡萄牙的一部分         | 屬於葡萄牙的一部分         | 屬於葡萄牙的一部分         | 屬於葡萄牙的一部分         | 屬於葡萄牙的一部分         |
| 1959年             | 屬於葡萄牙的一部分         | 屬於葡萄牙的一部分         | 屬於葡萄牙的一部分         | 屬於葡萄牙的一部分         | 屬於葡萄牙的一部分         | 屬於葡萄牙的一部分         | 屬於葡萄牙的一部分         | 屬於葡萄牙的一部分         |
| 1962年             | 屬於葡萄牙的一部分         | 屬於葡萄牙的一部分         | 屬於葡萄牙的一部分         | 屬於葡萄牙的一部分         | 屬於葡萄牙的一部分         | 屬於葡萄牙的一部分         | 屬於葡萄牙的一部分         | 屬於葡萄牙的一部分         |
| 1963年             | 屬於葡萄牙的一部分         | 屬於葡萄牙的一部分         | 屬於葡萄牙的一部分         | 屬於葡萄牙的一部分         | 屬於葡萄牙的一部分         | 屬於葡萄牙的一部分         | 屬於葡萄牙的一部分         | 屬於葡萄牙的一部分         |
| 1965年             | 屬於葡萄牙的一部分         | 屬於葡萄牙的一部分         | 屬於葡萄牙的一部分         | 屬於葡萄牙的一部分         | 屬於葡萄牙的一部分         | 屬於葡萄牙的一部分         | 屬於葡萄牙的一部分         | 屬於葡萄牙的一部分         |
| 1968年             | 屬於葡萄牙的一部分         | 屬於葡萄牙的一部分         | 屬於葡萄牙的一部分         | 屬於葡萄牙的一部分         | 屬於葡萄牙的一部分         | 屬於葡萄牙的一部分         | 屬於葡萄牙的一部分         | 屬於葡萄牙的一部分         |
| 1970年             | 屬於葡萄牙的一部分         | 屬於葡萄牙的一部分         | 屬於葡萄牙的一部分         | 屬於葡萄牙的一部分         | 屬於葡萄牙的一部分         | 屬於葡萄牙的一部分         | 屬於葡萄牙的一部分         | 屬於葡萄牙的一部分         |
| 1972年             | 屬於葡萄牙的一部分         | 屬於葡萄牙的一部分         | 屬於葡萄牙的一部分         | 屬於葡萄牙的一部分         | 屬於葡萄牙的一部分         | 屬於葡萄牙的一部分         | 屬於葡萄牙的一部分         | 屬於葡萄牙的一部分         |
| 1974年             | 屬於葡萄牙的一部分         | 屬於葡萄牙的一部分         | 屬於葡萄牙的一部分         | 屬於葡萄牙的一部分         | 屬於葡萄牙的一部分         | 屬於葡萄牙的一部分         | 屬於葡萄牙的一部分         | 屬於葡萄牙的一部分         |
| 1976年             | 不屬於非洲足球協會的一部分 | 不屬於非洲足球協會的一部分 | 不屬於非洲足球協會的一部分 | 不屬於非洲足球協會的一部分 | 不屬於非洲足球協會的一部分 | 不屬於非洲足球協會的一部分 | 不屬於非洲足球協會的一部分 | 不屬於非洲足球協會的一部分 |
| 1978年             | 不屬於非洲足球協會的一部分 | 不屬於非洲足球協會的一部分 | 不屬於非洲足球協會的一部分 | 不屬於非洲足球協會的一部分 | 不屬於非洲足球協會的一部分 | 不屬於非洲足球協會的一部分 | 不屬於非洲足球協會的一部分 | 不屬於非洲足球協會的一部分 |
| 1980年             | 不屬於非洲足球協會的一部分 | 不屬於非洲足球協會的一部分 | 不屬於非洲足球協會的一部分 | 不屬於非洲足球協會的一部分 | 不屬於非洲足球協會的一部分 | 不屬於非洲足球協會的一部分 | 不屬於非洲足球協會的一部分 | 不屬於非洲足球協會的一部分 |
| 1982年             | 外圍賽出局                 | 外圍賽出局                 | 外圍賽出局                 | 外圍賽出局                 | 外圍賽出局                 | 外圍賽出局                 | 外圍賽出局                 | 外圍賽出局                 |
| 1984年             | 外圍賽出局                 | 外圍賽出局                 | 外圍賽出局                 | 外圍賽出局                 | 外圍賽出局                 | 外圍賽出局                 | 外圍賽出局                 | 外圍賽出局                 |
| 1986年             | 沒有參賽                   | 沒有參賽                   | 沒有參賽                   | 沒有參賽                   | 沒有參賽                   | 沒有參賽                   | 沒有參賽                   | 沒有參賽                   |
| 1988年             | 外圍賽出局                 | 外圍賽出局                 | 外圍賽出局                 | 外圍賽出局                 | 外圍賽出局                 | 外圍賽出局                 | 外圍賽出局                 | 外圍賽出局                 |
| 1990年             | 外圍賽出局                 | 外圍賽出局                 | 外圍賽出局                 | 外圍賽出局                 | 外圍賽出局                 | 外圍賽出局                 | 外圍賽出局                 | 外圍賽出局                 |
| 1992年             | 外圍賽出局                 | 外圍賽出局                 | 外圍賽出局                 | 外圍賽出局                 | 外圍賽出局                 | 外圍賽出局                 | 外圍賽出局                 | 外圍賽出局                 |
| 1994年             | 外圍賽出局                 | 外圍賽出局                 | 外圍賽出局                 | 外圍賽出局                 | 外圍賽出局                 | 外圍賽出局                 | 外圍賽出局                 | 外圍賽出局                 |
| 1996年             | 小組賽                     | 13/16                      | 3                          | 0                          | 1                          | 2                          | 4                          | 6                          |
| 1998年             | 小組賽                     | 13/16                      | 3                          | 0                          | 2                          | 1                          | 5                          | 8                          |
| 2000年             | 外圍賽出局                 | 外圍賽出局                 | 外圍賽出局                 | 外圍賽出局                 | 外圍賽出局                 | 外圍賽出局                 | 外圍賽出局                 | 外圍賽出局                 |
| 2002年             | 外圍賽出局                 | 外圍賽出局                 | 外圍賽出局                 | 外圍賽出局                 | 外圍賽出局                 | 外圍賽出局                 | 外圍賽出局                 | 外圍賽出局                 |
| 2004年             | 外圍賽出局                 | 外圍賽出局                 | 外圍賽出局                 | 外圍賽出局                 | 外圍賽出局                 | 外圍賽出局                 | 外圍賽出局                 | 外圍賽出局                 |
| 2006年             | 小組賽                     | 9/16                       | 3                          | 1                          | 1                          | 1                          | 4                          | 5                          |
| 2008年             | 八強                       | 6/16                       | 4                          | 1                          | 2                          | 1                          | 5                          | 4                          |
| 2010年             | 八強                       | 5/16                       | 4                          | 1                          | 2                          | 1                          | 6                          | 5                          |
| 2012年             | 小組賽                     | 9/16                       | 3                          | 0                          | 2                          | 1                          | 5                          | 8                          |
| 2013年             | 小組賽                     | 11/16                      | 3                          | 1                          | 1                          | 1                          | 4                          | 5                          |
| 2015年             | 外圍賽出局                 | 外圍賽出局                 | 外圍賽出局                 | 外圍賽出局                 | 外圍賽出局                 | 外圍賽出局                 | 外圍賽出局                 | 外圍賽出局                 |
| 2017年             | 外圍賽出局                 | 外圍賽出局                 | 外圍賽出局                 | 外圍賽出局                 | 外圍賽出局                 | 外圍賽出局                 | 外圍賽出局                 | 外圍賽出局                 |
| 2019年             | 小組賽                     | 18/24                      | 3                          | 0                          | 2                          | 1                          | 1                          | 2                          |
| 2021年             | 外圍賽出局                 | 外圍賽出局                 | 外圍賽出局                 | 外圍賽出局                 | 外圍賽出局                 | 外圍賽出局                 | 外圍賽出局                 | 外圍賽出局                 |
| 2023年             | 6/24                       | 5                          | 3                          | 1                          | 1                          | 9                          | 4                          |                            |
| Total              | 3次八強                    | 10/35                      | 31                         | 7                          | 13                         | 11                         | 39                         | 43                         |

## 重要賽事成績

### 2010年非洲國家盃
分組賽A組
| 隊伍         | 場 | 勝 | 和 | 負 | 得球 | 失球 | 球差 | 分 |
| ------------ | -- | -- | -- | -- | ---- | ---- | ---- | -- |
| 安哥拉       | 3  | 1  | 2  | 0  | 6    | 4    | +2   | 5  |
| 阿尔及利亚 1 | 3  | 1  | 1  | 1  | 1    | 3    | −2   | 4  |
| 1            | 3  | 1  | 1  | 1  | 7    | 6    | +1   | 4  |
| 马拉维       | 3  | 1  | 0  | 2  | 4    | 5    | −1   | 3  |

^  注解1：  根據賽例，若兩隊或更多支隊伍於小組賽同分，將先以對賽成績作出排名。由於阿爾及利亞於第二場分組賽中以1：0擊敗馬里，因此阿爾及利亞排名第二，馬里排名第三。
| 2010年1月10日 20:00 |

| 安哥拉                                              | 4 – 4 |                                                        |
| --------------------------------------------------- | ----- | ------------------------------------------------------ |
| 弗拉維奧 36', 42' · 基拔圖 67'（） · 文奴祖 74'（） | 報告  | 基達 79', 90+3' · 簡路迪 88' · 穆斯塔法·亞塔巴雷 90+4' |

| 11德諾文布羅體育場，罗安达 觀眾人數：45,000 ：伊萨姆·法塔赫 （埃及） |

| 2010年1月11日 14:45 |

| 马拉维                                          | 3 – 0 | 阿尔及利亚 |
| ----------------------------------------------- | ----- | ---------- |
| 麥華富利華 17' · 艾維斯·卡福特卡 35' · 班達 48' | 報告  |            |

| 11德諾文布羅體育場，罗安达 觀眾人數：1,000 ：巴達拉·迪亞塔 （塞內加爾） |

| 2010年1月14日 17:00 |

|  | 0 – 1 | 阿尔及利亚        |
|  | ----- | ----------------- |
|  | 報告  | 拉菲克·夏利治 43' |

| 11德諾文布羅體育場，罗安达 觀眾人數：4,000 ：穆赫梅德·塞貢加 （烏干達） |

| 2010年1月14日 19:30 |

| 安哥拉                    | 2 – 0 | 马拉维 |
| ------------------------- | ----- | ------ |
| 弗拉維奧 49' · 文奴祖 55' | 報告  |        |

| 11德諾文布羅體育場，罗安达 觀眾人數：48,500 ：諾曼第 （科特迪瓦） |

| 2010年1月18日 17:00 |

| 安哥拉 | 0 – 0 | 阿尔及利亚 |
| ------ | ----- | ---------- |
|        | 報告  |            |

| 11德諾文布羅體育場，罗安达 觀眾人數：40,000 ：Jerome Damon （南非） |

| 2010年1月18日 17:00 |

|                                           | 3 – 1 | 马拉维         |
| ----------------------------------------- | ----- | -------------- |
| 簡路迪 1' · 基達 3' · 馬馬杜·巴加約高 85' | 報告  | 麥華富利華 58' |

| 奇曼德拉體育場，卡賓達 觀眾人數：21,000 ：拉金德拉帕爾薩德·西丘恩 （毛里裘斯） |

### 半準決賽
| 2010年1月24日 17:00 |

| 安哥拉 | 0 – 1 |                 |
| ------ | ----- | --------------- |
|        | 報告  | 艾沙姆·基恩 16' |

| 11德諾文布羅體育場，罗安达 觀眾人數：50,000 ：穆罕默德·貝努紮 （阿爾及利亞） |

## 著名球員
- 文奴祖
- 阿克瓦（英语：Akwá）
- 弗拉維奧（英语：Flávio）
- 曼圖拉斯（英语：Pedro Mantorras）
- 基拔圖（英语：Gilberto (Angolan footballer)）

## 外部連結
- 安哥拉足球協會